# 毕作滨
毕作滨（1941年—），汉族，中华人民共和国政治人物、第十一届全国政协委员。
担任中国航天科技集团公司一院研究员。2008年，当选第十一届全国政协委员，代表无党派人士，分入第十五组。